# Nils Holgersson

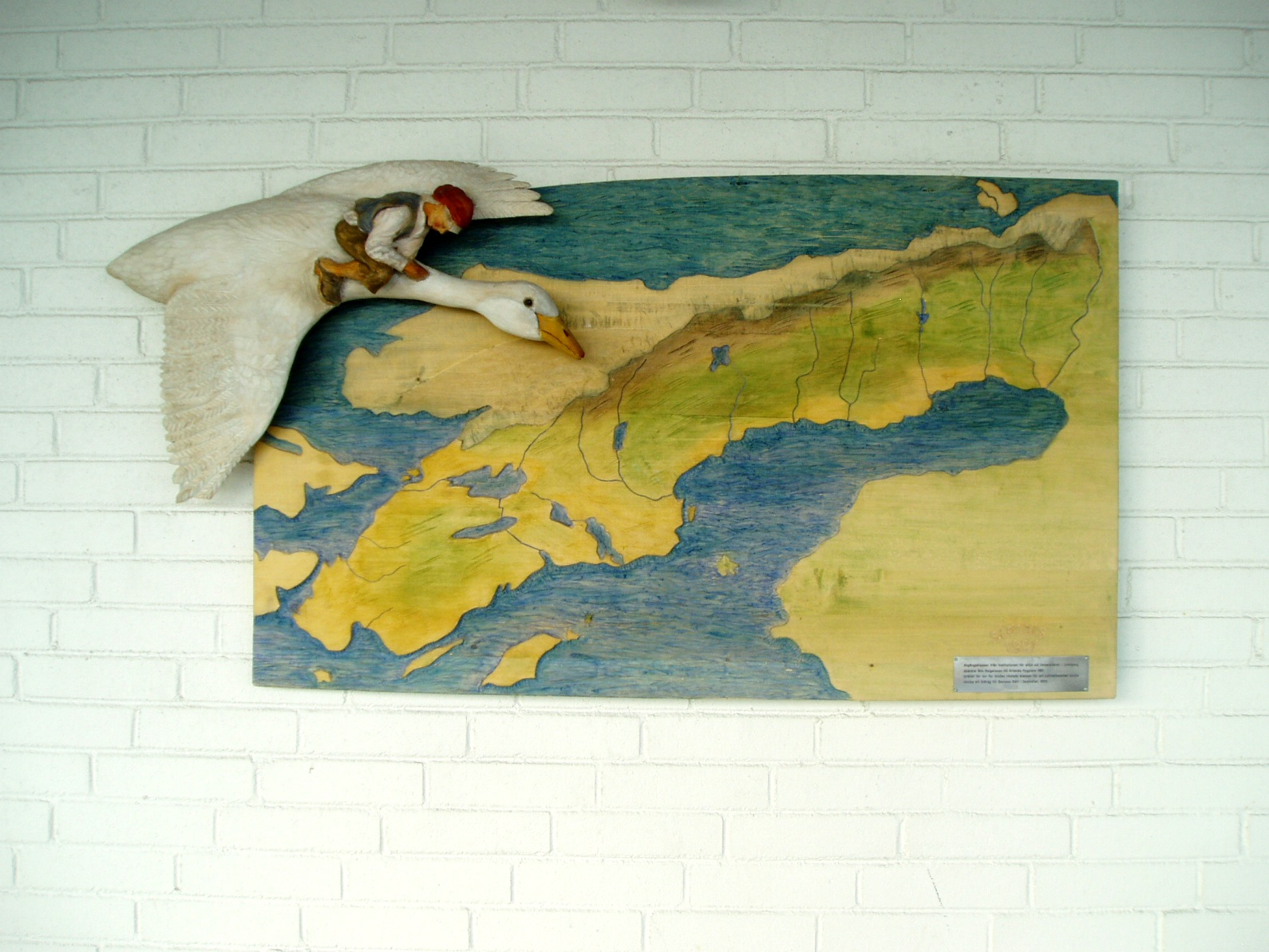
Nils Holgersson vliegt over Zweden
Reliëf uit hout, Luchthaven Stockholm-Arlanda

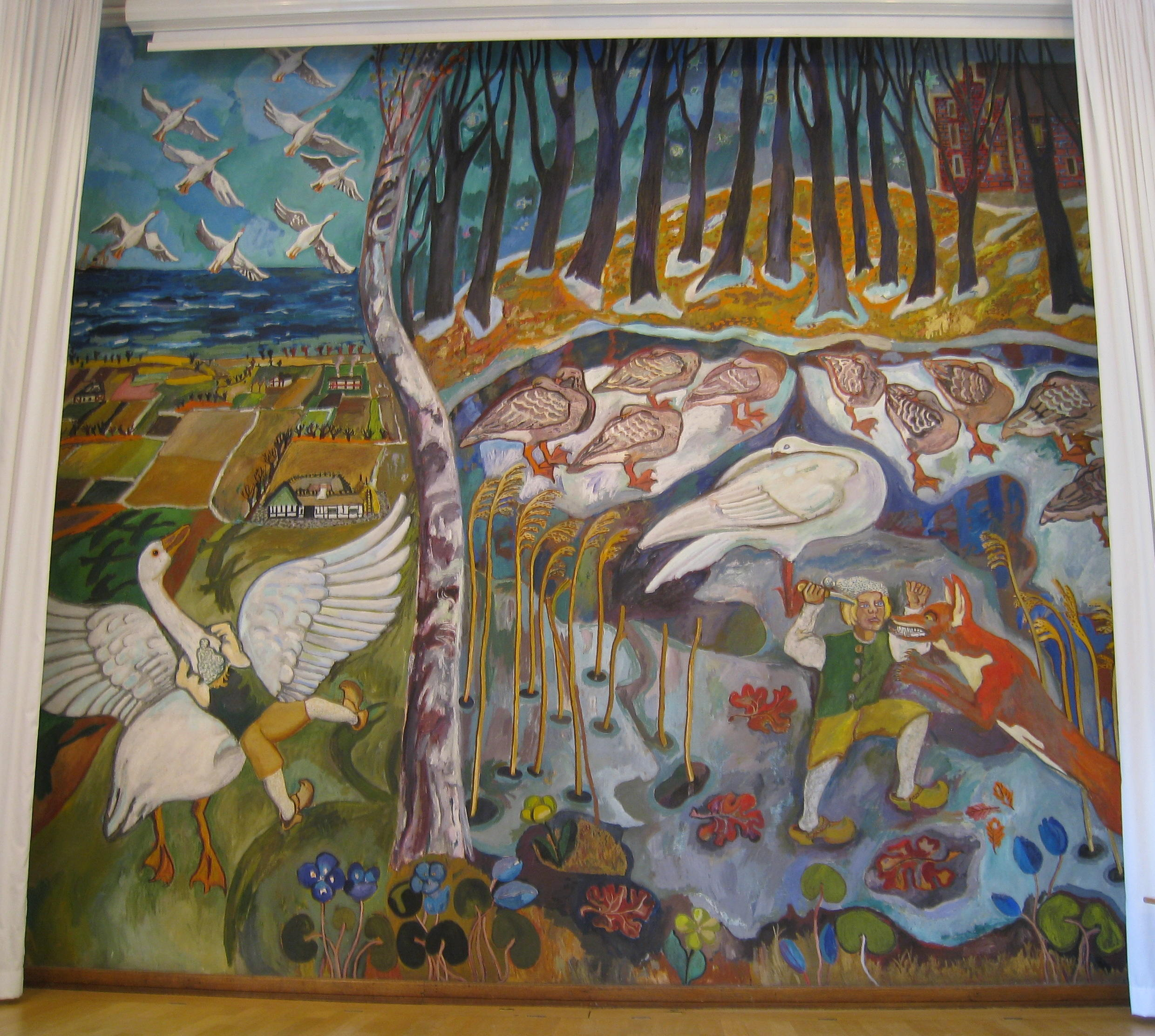
Nils Holgersson, geschilderd door Sven Erixson

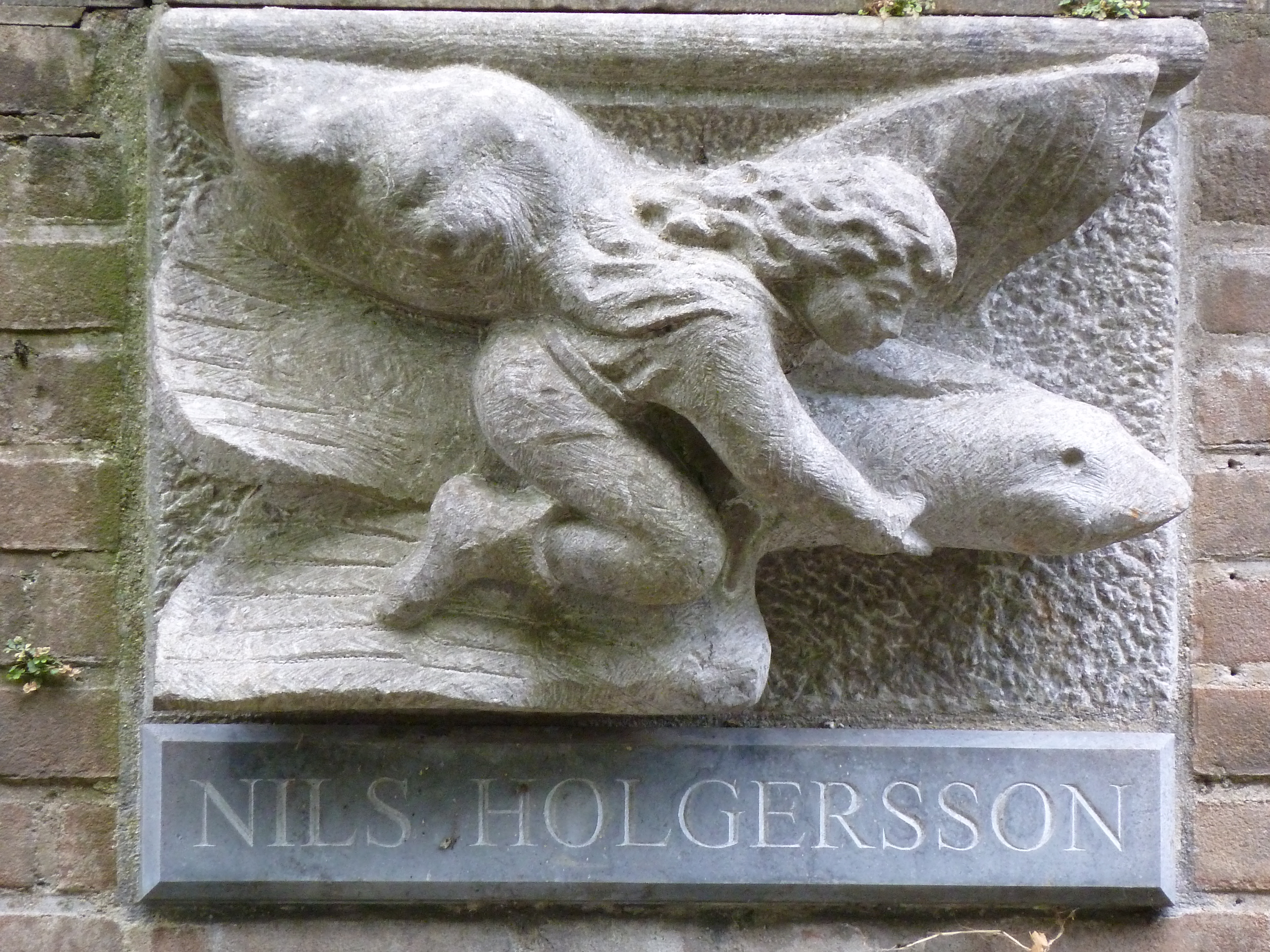
Nils Holgersson op een lantaarnconsole in Utrecht

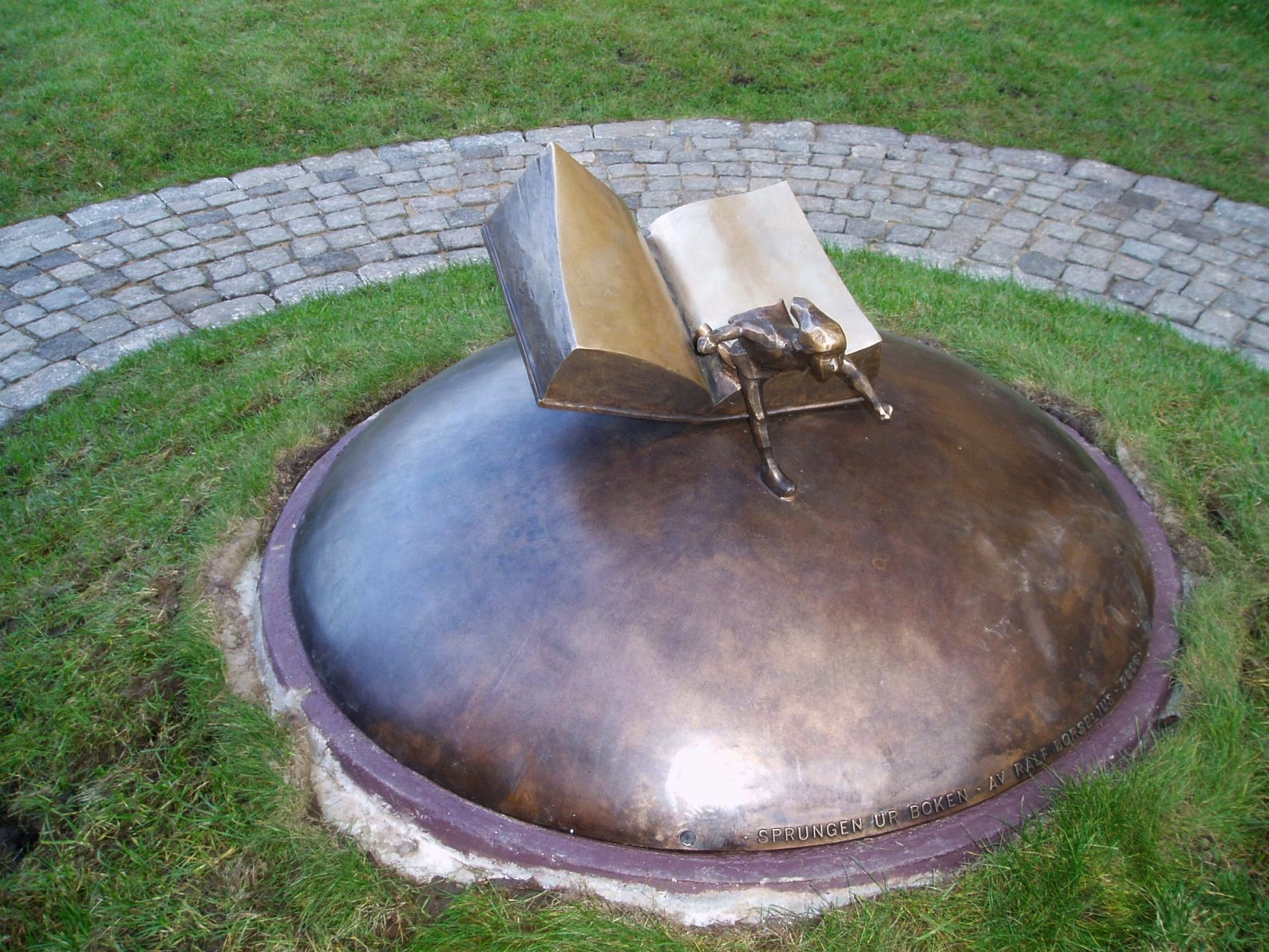
Beeld in Karlskrona

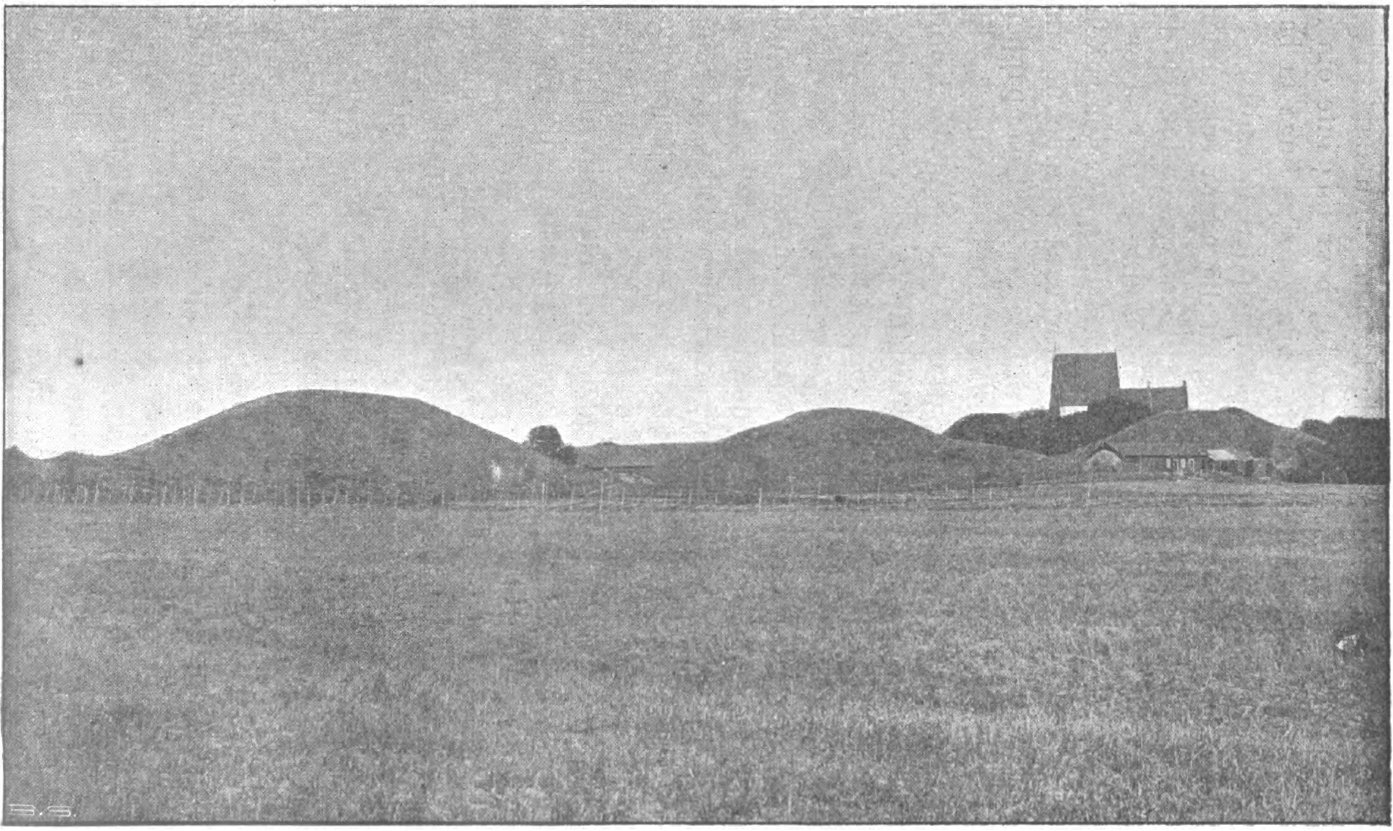
De Vorstengraven in Gamla Uppsala, illustratie in Nils Holgerssons underbara resa genom Sverige

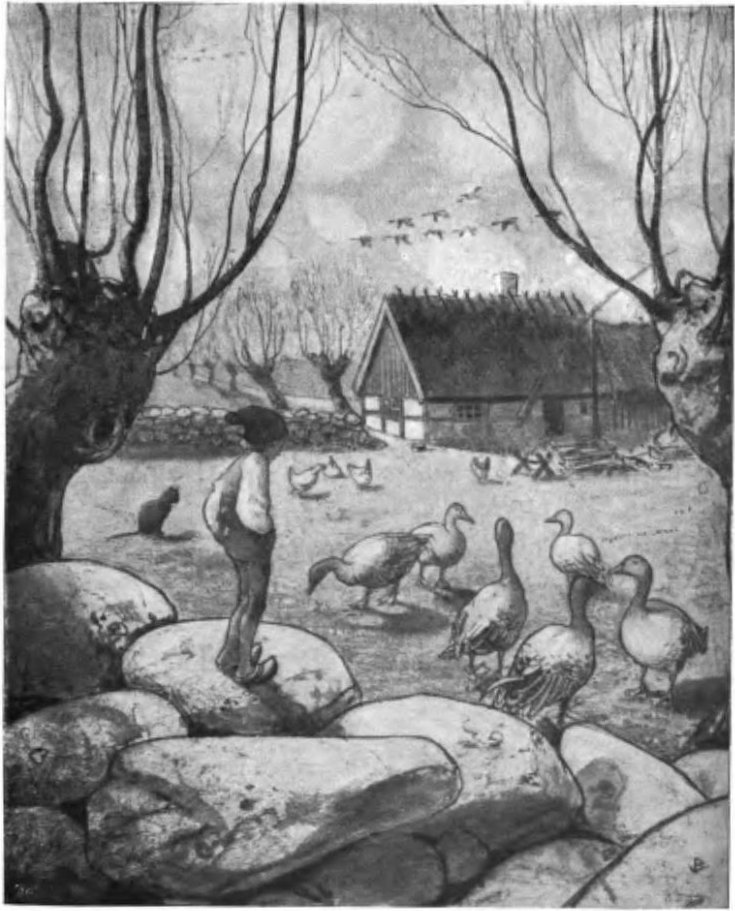
Illustratie uit 1906 van John Bauer

Nils Holgersson is de hoofdpersoon van het kinderboek Nils Holgerssons wonderbare reis (Zweeds: Nils Holgerssons underbara resa genom Sverige) van Selma Lagerlöf uit 1906. Het boek is bedoeld om kinderen op een speelse manier de aardrijkskunde van Zweden te leren. Het boek werd in veel talen vertaald. In 1911 verscheen de eerste Nederlandstalige uitgave (vertaling door Margaretha Meijboom). In 2001 verscheen de 23ste druk. In 2010 verscheen een nieuwe en voor het eerst integrale vertaling in het Nederlands (door Elina van der Heijden en Wiveca Jongeneel). 
In 2020 verscheen opnieuw een nieuwe vertaling van Bette Westera onder de titel De Wonderbare reis van Nils Holgersson met illustraties in kleur van Martijn van der Linden. Bij deze vertaling staan voorin tips voor de uitspraak van de Zweedse namen. Ook staat in het boek een kaart van Zweden, waarop de route is te zien die Nils Holgersson in het boek aflegt.

## Verhaal
De familie Holgersson woont in Skåne in het uiterste zuiden van Zweden op een kleine boerderij. Daar groeit hun enige zoon Nils op. Nils is niet zo vriendelijk voor de dieren thuis, hij houdt ervan om ze te plagen en te sarren. Als hij op een dag een nisse (een soort kabouter) vangt en weigert die weer vrij te laten, spreekt de boze kabouter een betovering uit over Nils. Hij wordt zo klein als een duim. Nils smeekt de kabouter om hem weer groot te maken, maar de kabouter verdwijnt zonder een spoor na te laten.
Meteen krijgt Nils het aan de stok met de dieren van de boerderij die hem allemaal uitlachen en dreigen om hém nu eens te pesten, en Nils moet vluchten. Hij verstopt zich in de heg die om het erf groeit.
Op dat moment vliegt een groep wilde ganzen over de boerderij. Ze roepen de tamme ganzen op om mee te vliegen naar de bergen en vrij te zijn! De meeste ganzen voelen er echter niets voor om hun leventje op te geven. Alleen Mårten, een jonge ganzerik, wil wel mee. In eerste instantie lukt het hem niet op te stijgen - hij heeft nooit echt vliegen geleerd. Nils heeft er even geen erg in dat hij klein en hulpeloos is en probeert de ganzerik het ontsnappen te belemmeren. Hij grijpt Mårten bij de nek en... op dat moment slaagt die erin op te stijgen. Met veel moeite slaagt Nils erin op de rug van de ganzerik te kruipen.
Omdat Mårten niet gewend is te vliegen gaat het niet zo snel. De leidster van de ganzengroep, Akka van Kebnekajse, wordt kwaad en probeert hem ervan te overtuigen dat het beter is terug naar huis te gaan. Als het donker wordt bereiken de ganzen de oevers van het Vombmeer waar ze stoppen voor de nacht. Mårten is zó uitgeput dat hij zelfs geen kracht meer heeft om wat te drinken. Met een enorme inspanning slaagt Nils erin de ganzerik naar het water te slepen. Dan ontdekken de andere ganzen hem, en omdat ze geen mensen in hun midden dulden dwingen ze Nils om de volgende dag terug naar huis te keren. Mårten, die zijn leven aan Nils dankt, heeft geen andere keus dan met hem mee te gaan.
's Nachts wordt een van de ganzen gevangen door Smirre de vos. Nils weet de gans te bevrijden. Als beloning laat Akka de kabouter komen, die Nils de keuze geeft weer een gewone jongen te worden. Nils besluit echter dat hij liever meegaat naar Lapland. Zo begint een reis vol spannende avonturen, ontmoetingen, gevaar en bovenal wijze levenslessen.

## Bewerkingen
- In 1955 werd het boek in de Sovjet-Unie verwerkt tot een film getiteld De betoverde jongen (Russisch: Заколдо́ванный ма́льчик, Zakoldovanny Mal'tsjik)
- In 1962 volgde in Zweden een live-actionverfilming van het boek.
- In 1980 verscheen in Japan de animatieserie Nils Holgersson. Deze werd ook in Nederland uitgezonden in een nagesynchroniseerde versie.
- Op 25 en 26 december 2011 verscheen de Zweeds-Duitse live-action-tv-serie Nils Holgerssons wunderbare Reise, die in twee delen van elk ongeveer 2 uur werd uitgezonden op Duitsland 1. Speciaal hiervoor werden ganzen, vossen en raven getraind, waarover op 24 december 2011 al een documentaire werd uitgezonden. Deze serie is ook verkrijgbaar in een box met twee dvd's. Hierop is de serie echter verdeeld in vier delen van elk 1 uur. Op de dvd's staat een Nederlands nagesynchroniseerde versie van de serie.
- In 2017 verscheen de Belgisch/Franse computeranimatiereeks Nils Holgersson van Studio 100 Animation.
- in 2021 verscheen een Chinese variant (Nils no Fushigi na Tabi)

## Trivia
- Zes van de ganzen heten Yksi, Kaksi, Kolme, Neljä, Viisi en Kuusi. Dat zijn de cijfers van 1 tot en met 6 in het Fins.
- Een nisse wordt ook wel Nils genoemd.
- Van 1991 tot 2015 stond op de achterkant van de biljetten van 20 Zweedse kronen Nils Holgersson afgebeeld, zittend op de ganzerik die vliegt boven Skåne.
- De bezienswaardigheden die Nils ziet als hij door Zweden reist, zijn afgebeeld op een serie sierborden die van 1970 tot en met 1999 uitgegeven zijn door Rörstrand (lijst).
- Jaarlijks wordt door de Zweedse bibliotheken de Nils Holgersson-plaket uitgereikt.